# Никола Деклева
Др Никола Деклева (Лесковац, 1926 — Доброта, 2003) био је лекар, специјалиста хирургије.

## Биографија
Рођен је у 19. децембра 1926. године у Лесковцу. Потиче из лекарске породице. Његов отац др Душан Деклева био је познати лекар-хирург и у време Николиног рођења је био шеф Хируршког одељења болнице у Лесковцу. 
Медицински факултет је завршио у Београду, а потом и специјализацију хирургије. Био је оснивач и управник Центра за хипербаричну медицину у Клиничко болничком центру „Земун“, 1974. године. Био је признат као стручњак и ван граница Југославије. 
Умро је 31. децембра 2003. године у Доброти, код Котора.